# Everardo III de Württemberg
Everardo III de Württemberg (16 de dezembro de 1614 - 2 de julho de 1674) foi um duque de Württemberg que governou desde 1628 até a sua morte em 1674.

## Biografia
Everardo III tornou-se herdeiro com uma regência em 1628, durante a Guerra dos Trinta Anos, quando tinha 14 anos de idade, após a morte do seu pai, o duque João Frederico de Württemberg. Inicialmente o seu guardião foi o irmão mais novo do pai, o duque Luís Frederico de Württemberg-Montbéliard. No entanto, após a morte deste em 1631, o lugar foi ocupado por outro tio seu, o duque Júlio Frederico de Württemberg-Weiltingen.
Württemberg perdeu cerca de um terço dos seus territórios em 1629. Júlio Frederico foi retirado da regência em 1633, quando Everardo foi declarado maior de idade, altura em que assumiu a governação do ducado. Após uma grande derrota das tropas de Württemberg na Batalha de Nördlingen a 6 de setembro de 1634, o ducado foi severamente atacado e saqueado.
Everardo fugiu para Estrasburgo, onde se casou em 1637, tendo regressado a Württemberg no ano seguinte após longas negociações com o imperador Fernando III. Nesta altura muitos territórios tinham já sido entregues pelo imperador para outras pessoas numa tentativa de promover o catolicismo na região.
O ducado de Württemberg foi reintegrado após longas negociações que resultaram na Paz de Vestfália de 1648, apesar ou devido ao efeitos da guerra, pobreza, fome e a peste negra que tinham reduzido a população de 350 000 habitantes em 1618 para cerca de 120 000 em 1648.
Everardo III chegou a acordo quanto à herança do ducado com o seu irmão mais novo, o duque Frederico que passou a deter o ducado de Württemberg-Neuenstadt, criando assim um novo ramo na família do ducado. Em 1651, Everardo chegou a um acordo semelhante com outro irmão seu, o duque Ulrico que passou a deter o Castelo de Neuenbürg.

## Casamentos e descendência
Everardo III casou-se duas vezes. O seu primeiro casamento celebrou-se a 26 de fevereiro de 1637 e a sua noiva foi a princesa Ana Catarina de Salm-Kyrburg. O casal teve os seguintes filhos:
1. João Frederico de Württemberg-Winnental (9 de setembro de 1637 – 2 de agosto de 1659), morreu aos vinte-e-dois anos de idade;
2. Luís Frederico de Württemberg-Winnental (2 de novembro de 1638 – 18 de janeiro de 1639), morreu aos dois meses de idade;
3. Cristiano Everardo de Württemberg-Winnental (29 de novembro de 1639 – 23 de março de 1640), morreu aos cinco meses de idade;
4. Everardo de Württemberg-Winnental (12 de dezembro de 1640 – 24 de fevereiro de 1641), morreu aos dois meses de idade;
5. Sofia Luísa de Württemberg-Winnental (19 de fevereiro de 1642 – 3 de outubro de 1702); casada com o marquês Cristiano Ernesto de Brandemburgo-Bayreuth; com descendência;
6. Doroteia Amália de Württemberg-Winnental (13 de fevereiro de 1643 – 27 de março de 1650), morreu aos sete anos de idade;
7. Cristiana Frederica de Württemberg-Winnental (28 de fevereiro de 1644 – 30 de outubro de 1674); casada com o conde Alberto Ernesto I de Oettingen-Oettingen; com descendência;
8. Cristina Carlota de Württemberg-Winnental (21 de outubro de 1645 – 16 de maio de 1699), casada com o príncipe Jorge Cristiano da Frísia Oriental; com descendência;
9. Guilherme Luís de Württemberg (7 de janeiro de 1647 – 23 de junho de 1677), casado com a condessa Madalena Sibila de Hesse-Darmstadt; com descendência;
10. Ana Catarina de Württemberg-Winnental (27 de novembro de 1648 – 10 de novembro de 1691), nunca se casou nem teve filhos;
11. Carlos Cristóvão de Württemberg-Winnental (nascido e morto em 1650);
12. Everardina Catarina de Württemberg-Winnental (12 de abril de 1651 – 19 de agosto de 1683), casada com o conde Alberto Ernesto I de Oettingen-Oettingen; sem descendência;
13. Frederico Carlos de Württemberg-Winnental (12 de setembro de 1652 – 20 de dezembro de 1698), casado com a marquesa Leonor Juliana de Brandemburgo-Ansbach; com descendência;
14. Carlos Maximiliano de Württemberg-Winnental (28 de setembro de 1654 – 9 de janeiro de 1689).

Após a morte da sua primeira esposa, Everardo casou-se uma segunda vez com a princesa Maria Doroteia Sofia de Oettingen a 20 de julho de 1656. Deste casamento nasceram os seguintes filhos:
1. Jorge Frederico de Württemberg-Winnental (24 de setembro de 1657 – 18 de outubro de 1685), morto em combate;
2. Alberto Cristiano de Württemberg-Winnental (13 de junho de 1660 – 20 de janeiro de 1663), morreu aos dois anos e meio de idade;
3. Luís de Württemberg-Winnental (14 de agosto de 1661 – 30 de novembro de 1698);
4. Joaquim Ernesto de Württemberg-Winnental (28 de agost de 1662 – 16 de fevereiro de 1663), morreu aos seis meses de idade;
5. Filipe Segismundo de Württemberg-Winnental (6 de outubro de 1663 – 23 de julho de 1669), morreu aos quatro anos de idade;
6. Carlos Frederico de Württemberg-Winnental (13 de outubro de 1667 – 13 de junho de 1668), morreu aos oito meses de idade;
7. João Frederico de Württemberg-Winnental (10 de junho de 1669 – 15 de outubro de 1693);
8. Sofia Carlota de Württemberg-Winnental (22 de fevereiro de 1671 - 11 de setembro de 1717), casada com o duque João Jorge II de Saxe-Eisenach; sem descendência;
9. Everardo de Württemberg-Winnental (nascido e morto em 1672);
10. Emanuel Everardo de Württemberg-Winnental (11 de outubro de 1674 – 1 de julho de 1675), morreu aos nove meses de idade.

## Genealogia
| Everardo III de Württemberg | Pai: João Frederico de Württemberg | Avô paterno: Frederico I, Duque de Württemberg              | Bisavô paterno: Jorge I de Württemberg-Mömpelgard   |
| Everardo III de Württemberg | Pai: João Frederico de Württemberg | Avô paterno: Frederico I, Duque de Württemberg              | Bisavó paterna: Bárbara de Hesse                    |
| Everardo III de Württemberg | Pai: João Frederico de Württemberg | Avó paterna: Sibila de Anhalt                               | Bisavô paterno: Joaquim Ernesto, Príncipe de Anhalt |
| Everardo III de Württemberg | Pai: João Frederico de Württemberg | Avó paterna: Sibila de Anhalt                               | Bisavó paterna: Inês de Barby-Mühlingen             |
| Everardo III de Württemberg | Mãe: Bárbara Sofia de Brandemburgo | Avô materno: Joaquim III Frederico, Eleitor de Brandemburgo | Bisavô materno: João Jorge, Eleitor de Brandemburgo |
| Everardo III de Württemberg | Mãe: Bárbara Sofia de Brandemburgo | Avô materno: Joaquim III Frederico, Eleitor de Brandemburgo | Bisavó materna: Sofia de Legnica                    |
| Everardo III de Württemberg | Mãe: Bárbara Sofia de Brandemburgo | Avó materna: Catarina de Brandemburgo-Küstrin               | Bisavô materno: João de Brandemburgo-Küstrin        |
| Everardo III de Württemberg | Mãe: Bárbara Sofia de Brandemburgo | Avó materna: Catarina de Brandemburgo-Küstrin               | Bisavó materna: Catarina de Brunswick-Wolfenbüttel  |